# The Human Centipede II (Full Sequence)
The Human Centipede: Full Sequence is een Amerikaans-Nederlandse horrorfilm uit 2011 geregisseerd door Tom Six. Het is het vervolg op The Human Centipede: First Sequence dat in 2009 uitkwam. Ten tijde van de première is er veel commotie ontstaan wegens het geweld dat in beeld werd gebracht. In Engeland is de film door de British Board of Film Classification verboden, uiteindelijk is een gecensureerde versie in de bioscoop verschenen waarin het geweld minder expliciet zichtbaar is.
De film is in zwart-wit gefilmd en bevat een volledig Britse cast, in tegenstelling tot het eerste deel waarin de cast bijna volledig Duits was. De twee vrouwelijke hoofdrolspelers waren niet van Duitse komaf.

## Verhaal
De film begint met een fragment uit de eerste film, met Lindsay al huilend verbonden aan de andere twee overleden slachtoffers. Wanneer de aftiteling verschijnt, zien we dat de film wordt bekeken door Martin Lomax - een zwaarlijvige, mentaal gehandicapte astmapatiënt. Martin, nachtwaker in een parkeergarage, heeft een obsessie ontwikkeld voor The Human Centipede. Hij bekijkt de film tijdens zijn werk en maakt er een plakboek over. Wanneer een jong koppel arriveert, vragen ze Martin om hulp omdat hun auto niet in orde is. Martin blijft het meisje aanstaren, waardoor haar vriend hem begint uit te schelden. Vervolgens schiet Martin hem in zijn been, slaat hij het koppel bewusteloos met een koevoet en verbergt hij hen in zijn busje. Hij rijdt naar een leegstaand huis, waar ook de verkoper slachtoffer wordt.
Martin is in zijn jeugd seksueel misbruikt door zijn vader, waar hij nog steeds nachtmerries over heeft. Op een gegeven moment komt Martins huisarts Dr. Sebring voor een huisbezoek langs. Dit omdat Martins moeder zich zorgen maakt om zijn obsessie omtrent de duizendpoot. Martin houdt ook een duizendpoot als huisdier. Dr. Sebring, een pedofiel, geeft een logische medische verklaring voor het gedrag en toont vervolgens seksuele interesse in Martin, waardoor Martin aan zijn vader moet denken.
Door het blijven kijken van deel 1 begint Martin Dr. Heiter als een soort idool te zien. Uiteindelijk masturbeert hij zichzelf met schuurpapier tijdens de scène waarin een van de slachtoffers in The Human Centipede de uitwerpselen van een ander moet eten. Hij wordt betrapt door twee vrouwen die hem uitlachen. Martin neemt hier geen genoegen mee en slaat ze beiden bewusteloos met zijn koevoet. Ook een zakenman die niet meer bij zijn auto kan komen wordt bewusteloos geslagen. De drie worden bij Martins eerdere slachtoffers opgesloten. Hij probeert de drie hoofdrolspelers uit deel 1 naar Engeland te krijgen voor een "auditie". Tevens ontvoert hij een Afrikaans gezin waarvan hij vervolgens eerst met de baby gaat "spelen" en deze opsluit in de auto.
Yennie laat via haar agent aan Martin weten dat zij interesse heeft om auditie te doen. Martin haalt haar op en doet haar geloven dat ze auditie gaat doen voor een film van Quentin Tarantino. Martin slaat haar bewusteloos zodra ze in het huisje arriveren. Vervolgens gaat hij terug naar de parkeergarage om te werken waar hij Dr. Sebring, zijn vriend en een prostituee betrapt. Martin vermoordt Sebrings vriend en verwondt de prostituee. Vervolgens probeert Dr. Sebring de krankzinnig geworden Martin te kalmeren. Eerst lijkt hij te luisteren maar wanneer Martin bedenkt wat voor een viezerik Dr. Sebring is, schiet hij hem met twee kogels dood. De vluchtende prostituee wordt later door Martin ingehaald en zij wordt ook naar het huisje gebracht.
Thuisgekomen doet Martins moeder midden in de nacht een poging hem in zijn slaap te vermoorden. Later ontdekt zij het plakboek met de beelden van The Human Centipede, hierop scheurt zij voor zijn ogen alle pagina's uit het boek. Terwijl ze wegloopt lijkt het tot haar door te dringen hoe ziek haar zoon werkelijk is. Martin begint hierop te huilen en houdt een foto van Dr. Heiter vast. Wanneer zijn moeder terugkomt probeert zij zijn duizendpoot weg te gooien. Martin reageert hierop door het hoofd van zijn moeder eerst in de kooi van zijn duizendpoot te duwen. Hierop bijt de duizendpoot haar. Even later vermoordt Martin zijn moeder door haar hoofd in te slaan met zijn koevoet.
De twaalf slachtoffers van Martin worden allemaal aan elkaar vastgebonden. Martin neemt tuingereedschap mee en begint met de onverdoofde operatie. Hij slaat de tanden van zijn slachtoffers in, snijdt hun knieën open en hij snijdt ook de billen van zijn slachtoffers open. Martins droom komt uit, hij is erin geslaagd om een menselijke duizendpoot te maken. Na enige tijd probeert hij Yennie (zij zit aan kop) hondenvoer te voeren, zij weigert. Het lukt hem later wel om het haar onder dwang door te laten slikken. Omdat nog geen van de mensen in de duizendpoot zichzelf heeft ontlast geeft Martin iedereen een laxeermiddel.
Twee slachtoffers blijken te zijn gestorven, Martin verwijdert hen uit de duizendpoot. Een van de overledenen blijkt toch nog te leven, het betreft een hoogzwangere vrouw, zij weet in een auto te ontsnappen. Omdat Martin van streek raakt, schiet hij iedereen in de duizendpoot neer, met uitzondering van Yennie. Zij weet door Martin in zijn buik te trappen hem tijdelijk uit te schakelen. Ze neemt een buis, stopt deze in de anus van Martin en stop hier weer Martins huisdier duizendpoot in.

## Rolverdeling
- Laurence R. Harvey - Martin Lomax
- Ashlynn Yennie - Miss Yennie / Menselijke duizendpoot #1
- Maddi Black - Candy / Menselijke duizendpoot #2
- Kandace Caine - Karrie / Menselijke duizendpoot #3
- Dominic Borrelli - Paul / Menselijke duizendpoot #4
- Lucas Hansen - Ian / Menselijke duizendpoot #5
- Emma Lock - Kim / Menselijke duizendpoot #10
- Lee Nicholas Harris - Dick / Menselijke duizendpoot #6
- Dan Burman - Greg / Menselijke duizendpoot #7
- Daniel Jude Gennis - Tim / Menselijke duizendpoot #8
- Katherine Templar - Rachel / Menselijke duizendpoot #11
- Georgia Goodrick - Valerie / Menselijke duizendpoot #9
- Peter Blankenstein - Alan / Menselijke duizendpoot #12
- Bill Hutchens - Dr. Sebring
- Vivien Bridson - Mrs. Lomax
- Dieter Laser - Dr. Heiter (archiefbeeld)

## Vervolg
Tom Six gaf aan dat er nog een vervolg zou komen: The Human Centipede III (Final Sequence). Six zei dat de film heftiger zou worden dan het tweede deel, maar dat net zoals bij deel 2 het concept weer totaal anders ging worden. Het derde deel zou teruggaan naar het oorspronkelijke idee van Six over de Human Centipede en dat was dat de operatie wordt toegepast op criminelen. Eric Roberts ging in de film spelen die uiteindelijk in 2015 uitkwam.